# 護川村
護川村（もりかわむら）は、熊本県菊池郡にあった村である。

## 沿革
1956年8月1日、一部が大津町および菊池郡陣内村、平真城村、瀬田村（一部）、阿蘇郡錦野村（一部）と新設合併し、新町制による大津町となり、一部が旭志村へ編入された。
- 1889年4月1日 - 町村制施行により杉水村、矢護川村、尾足村、川辺村が合併し護川村が発足。
- 1956年8月1日 - 大津町・陣内村・平真城村・瀬田村（一部）・護川村（一部）・錦野村（一部）が対等合併し、大津町となる。護川村（一部）が旭志村へ編入。

## 地理
護川村は矢護川、杉水、川辺、尾足の4地区から成り、矢護川から尾足一帯は矢護山から流れ出る水系で、杉水から川辺にかけては峠川の水系である。矢護川は一年を通して水が流れるが、峠川は梅雨期を除き水無川である。昭和25年の役場調査では、面積2,292km2で、東西10km、南北6km。人口は男が2,365名、女が2,406名の計4,771名となっている。

## 歴史
基本的に大津町史に準拠する。
近世以前
矢護川流域の小丘陵地帯は前原遺跡、中後迫遺跡、無田原遺跡、ワクド遺跡と連なっている。
片又にある無田原遺跡からは縄文時代から弥生時代にかけての遺物が多く発見されている。昭和48年の発掘調査の際には配石遺構や押型文土器、条痕文土器が出土しているが、とくに配石遺構は自然石を円形状に並べたものでその性格は明らかではないが、非常に珍しい遺跡である。
また、杉水のワクド遺跡からは縄文晩期の土器片に籾の圧痕が発見された。この発見は西日本を中心にした縄文時代の稲作についての考察に大きな影響を与えた。
この2つの遺跡からも分かるように縄文から弥生時代までこの地域で野山を駆け回り、狩りをし、木の実を取っては生活を営んでいたことが推察される。
肥後国誌によれば合志郡東部一帯は比叡山延暦寺の荘園であったと伝えられていることから護川村一帯も当時の荘園であったと考えられる。
その中で現在の片又地区だけは片俣庄といわれ、もと太宰府天満宮安楽寺の荘園で太宰府への灯油の納所であったと伝えられる。
この片俣庄がいつ頃荘園になったかは不明であるが、観応元年（1350年）頃には荘園としての実態が失われていただろうと推察されている。
しかし、片俣村はその後もずっと独立していたが、明治9年矢護川村と合併している。
御願所にある円満寺については、同寺の由緒書に「坂上田村麻呂が合志郡鞍岳へ下向の際本堂を成就し、石像の観世音を安置した。」とあり、その石像が現在の本尊であるといわれる。
また、矢護山無動寺の禎快上人が桓武天皇の第三皇子の病気の快癒祈願をしたところ程なく御快癒になったことから不動明王像一躰を与え、円満寺と号した。その後寄進された土地が御願所というと伝えられている。この寺には今なお平安時代につくられた木造十一面観音像や南北朝時代頃つくられた不動明王像などが残されている。
加藤清正が熊本城を築城の際地鎮の法を執行したのが円満寺の住職悟智であった。その後細川氏も加藤氏の遺志を継ぎ、円満寺の保護にあたっているが、当時の面影として瓦には九曜の紋が残っている。
この他にも杉水には西光寺跡や鎌倉屋敷がある。西光寺跡には今なお五輪塔や板碑が残っているが、この寺は平安末期頃に大江広元が建立したと伝えがある。鎌倉屋敷は元寇の折鎌倉の使者北条修理亮定宗らが下向した役所跡と伝えられ古井戸などが残っていた。
則ち古代は比叡山延暦寺の荘園としての機能のもとで生活が営まれていたであろうと考えられ、中世になれば合志氏の支配下で黙々と合志氏に使えるかたわら、農耕に励み、時に戦場と化した村々で華々しく戦いが展開され、それらの戦闘に参加したことも考えられる。その証として矢護川には九万石城があり、杉水には合志伊勢守の古戦場として有名な百騎返しという地名も残っている。
近世
寛永10年（1633年）の人畜改帳によると平川組に属していたが、細川藩になると大津手永に属することとなる。
肥後郷村帳には藩政時代の護川村の行政区を次のように書いてある。
肥後国合志郡大津手永
- 中窪田村（原口、御願所、古閑、新界の小村あり）
- 杉水村（今村、小林の小村あり）
- 片俣村
- 尾足村（片川瀬の小村あり）
- 川辺村（出分、小河原の小村あり）

また、大津町の御茶屋から隈府町までを巡見往還といわれ、里数木の2本の内1本の一里木が杉水にあったという。杉水村は細川三家老の1人松井家に与えられた土地で、天保2、3年の「給地目安帳」(松井家文書)によれば「杉水」という村名がみられ、文化3年（1808年）5月に杉水村の大勢の百姓が養水難渋のため八代まで押しかけて強訴したとある。
近代
明治時代になると地名が目まぐるしく変わっていった。明治9年には片俣村と矢護川村が合併して矢護川村となっている。明治22年には町村制が施行され、杉水村、川辺村、尾足村、矢護川村が合併して護川村と改めた。明治45年に調整された「護川村役場沿革」によれば、
「本村は合志郡内に属し、各十一区に分画、大字杉水、大字川邊、大字尾足、大字矢護川の数ヶ村を護川村と名稱する。また当時の戸数は590余戸、田地は111町、畑地は1092町、山林446町余より成っている。然るに本村は割合に田地が少なく痩せ地が多いため一般人民の生計豊かにならず。世は日一日と進歩し副業の発達により蚕業勧誘の結果本村の収入は年に2万円餘になり、近年に至り部落の生計に餘裕あるを認めるに至った」
と記録してある。

## 教育
- 護川村立護川東小学校
- 護川村立護川西小学校
- 護川村立護川中学校